# Patrick McCaw
Patrick Andrew McCaw (ur. 25 października 1995 w Saint Louis) – amerykański koszykarz, występujący na pozycjach rzucającego obrońcy oraz niskiego skrzydłowego, trzykrotny mistrz NBA.
31 grudnia 2018 został zawodnikiem Cleveland Cavaliers. 6 stycznia 2019, po rozegraniu trzech spotkań, został zwolniony. 10 stycznia podpisał umowę do końca sezonu z Toronto Raptors.
9 kwietnia 2021 został zwolniony.

## Osiągnięcia
Stan na 11 kwietnia 2021, na podstawie, o ile niezaznaczono inaczej.
NCAA
- Zaliczony do:
  - I składu:
    - defensywnego Mountain West (2016)
    - turnieju Maui Invitational (2016)

  - II składu All-Mountain West (2016)

NBA
- Mistrz NBA (2017, 2018, 2019)